# Angel (Buffy contre les vampires)
Pour les articles homonymes, voir Angel.
Angel est un personnage fictif de la série télévisée Buffy contre les vampires et héros  du spin-off homonyme Angel. Il est interprété par l'acteur David Boreanaz et doublé en version française par Patrick Borg. Angel est un vampire qui a commis d’horribles meurtres et actes de barbarie sur d’innombrables victimes innocentes pendant près d’un siècle. Mais Angelus (le nom qu’on lui donna lorsqu’il était un cruel vampire) a ensuite été maudit par des Bohémiens pour le punir du meurtre d’une jeune fille appartenant à leur communauté. Les Bohémiens lui ont rendu son âme humaine dans le but de le faire vivre avec les remords de tous ses crimes commis en guise de châtiment. Torturé et rongé par le regret, Angel va par la suite vivre dans la solitude la plus totale pendant près d’un siècle, car incapable de se fondre totalement parmi les humains en raison de sa nature de vampire, puis il va finir par faire des rencontres qui vont le conduire petit à petit a prendre part à la lutte contre le mal et sauver le maximum de vies humaines pour se racheter du cruel assassin qu’il a pu être par le passé. 
En 2010, le magazine SFX le classe à la 3e place de son Top 50 des vampires au cinéma et à la télévision.

## Biographie fictive

### Avant Sunnydale
Angel est né sous le nom de Liam en 1727 à Galway (Irlande). Il passe toute sa vie dans son village natal, habitant chez son père, un riche marchand. Liam a une vie de débauche, ce qui déplaît fortement à son père qui n'a aucune estime pour son fils.
Un jour de 1753, il se dispute violemment avec son père et sort de chez lui. Il fait alors la rencontre de Darla. Dans une ruelle sombre, Darla lui promet de lui montrer un nouveau monde, un monde extraordinaire. Liam la supplie presque de lui montrer ce monde, se fait mordre par elle et meurt. Le lendemain matin, Liam est enterré par sa famille. Le soir venu, Darla l'attend. Liam, qui est dorénavant un vampire, s'extrait alors du sol. La première personne qu'il tue est le gardien du cimetière, qui les avait pris lui et Darla pour des profanateurs de tombes. Arrivé devant la maison où il vivait, il frappe à la porte et c'est sa sœur qui lui ouvre, croyant que c'est un ange. Il tue ce soir-là sa sœur, sa mère, leur servante puis son père, ainsi que tout le village comme il l'avait dit à Darla. Commence alors une vie où il passe son temps à tuer et à torturer les gens, tous ceux qu'il trouve sur son passage. Liam prend le pseudonyme d'Angelus et devient au fil du temps le vampire le plus cruel et le plus craint de tous, en raison de ses nombreuses victimes, des tueries multiples qu'il perpètre et de la sauvagerie particulière des meurtres qu'il commet. Angelus considère cependant la tuerie comme un art, ce qui renforce sa renommée.
Dans les années 1760, Angelus et Darla font la connaissance de Daniel Holtz, un chasseur de vampires. Il les pourchasse ainsi à travers le monde, que ce soit en Afrique du nord ou en Europe. En 1764 à York, Angelus viole, torture et tue la femme de Holtz, tue leur bébé et transforme sa fille Sarah en vampire. Holtz les traque alors sans relâche, lui et Darla, parvenant même à capturer une fois Angelus et le torturer longuement. Holtz disparait mystérieusement en 1773 à Rome.
En 1860 à Londres, Angelus fait la connaissance de Drusilla. Darla lui dit qu'elle a le don de clairvoyance. Elle devient presque une obsession pour lui, et il tue toute sa famille devant elle ainsi que toutes les personnes auquel elle tient. Drusilla décide de rentrer au couvent, mais le soir où elle va prononcer ses vœux, Angelus la change en vampire. Darla, Angelus, Drusilla et, plus tard, Spike forment ce que Drusilla appelle une « famille ». Ensemble, ils font le tour du monde, massacrant sur leur passage, jusqu'en 1898.
Cette année-là le destin d'Angélus change. En effet, Ils sont en Roumanie et Darla lui amène une Bohémienne pour son « anniversaire ». Angelus la tue. Pour se venger, les Bohémiens lui lancent un sort qui lui rend son âme humaine ; les vampires ne possédant en effet pas d'âme humaine, ils n'éprouvent aucune émotion ni la moindre pitié envers leurs victimes, si ce n'est le plaisir de tuer. Angelus devient alors le seul vampire existant doué d'une âme, et prend conscience de toutes les horreurs qu'il a commises depuis sa rencontre avec Darla. Dès lors, il est plongé dans les remords, but recherché par la famille de la jeune Bohémienne, qui voulaient, par vengeance, torturer l'esprit d'Angélus pour qu'il s'en veuille pour toujours d'avoir commis des actes immondes. Darla, percevant son âme, le chasse. Elle retourne chez les Bohémiens, et demande au chef de reprendre l'âme d'Angel, lui promettant de laisser la vie sauve à sa famille. Mais à ce moment-là apparait Spike : il vient d'en tuer tous les membres. Darla, folle de rage, tue le chef bohémien présent sur place. Angelus retrouve la petite bande en 1900 en Chine. Il supplie Darla de le reprendre dans le groupe. Mais, à ses côtés, il ne tue que les voleurs et les tueurs. Darla s'en rend compte et lui pose un ultimatum. Il ne reste avec eux que s'il tue un bébé. Angelus décide alors de sauver le bébé, car incapable de le tuer maintenant qu'il a conscience de ses actes en raison de son âme.
Il se rend par la suite en Amérique clandestinement, décide de changer de nom et se fait appeler Angel. Il habite un temps dans l'hôtel Hyperion à Los Angeles. Dans les années 1970, Angel est témoin d'une agression dans un restaurant où un homme se fait tirer dessus. Au lieu d'appeler une ambulance, qui de toute façon serait arrivée trop tard, il boit le sang de la personne bien qu'il tente dans un premier temps de renoncer à ses pulsions de vampire pour ne pas mordre cette personne. Pour se punir de son acte, il vit pendant plus de 20 ans comme un clochard, se nourrissant de rats pour éviter la tentation des humains, jusqu'en 1996, année durant laquelle Whistler, un démon veillant au bon équilibre du bien et du mal sur Terre, apparaît devant lui dans une rue à New York et lui offre la possibilité de changer et de devenir une personne sur qui on peut compter, en apportant son soutien à la future tueuse de vampire. Ils partent ensemble à Los Angeles, où Whistler lui montre cette future tueuse et propose à Angel de l'observer et de décider librement ensuite s'il voudra se rendre utile à elle ou continuer à vivre sa misérable vie. À la vue de Buffy, Angel tombe amoureux d'elle. Il décide de se ressaisir pour pouvoir lui apporter son aide.

### Dans la sérieBuffy contre les vampires

#### Saison 1
Suivant Buffy jusqu'à Sunnydale, Angel se décide à lui prêter main-forte tout en restant à distance. Le vampire prévient la Tueuse des différents plans du Maître sous forme de conseils cryptiques. Mais au fur et à mesure que le temps passe, Angel et Buffy se rapprochent inévitablement et la Tueuse apprend que le jeune homme est un vampire. Manipulé par Darla pour qu'il en vienne à tuer Buffy, Angel tue Darla devant la Tueuse pour lui prouver qu'il est bien de son côté. Plus tard, lorsqu'une prophétie annonce la mort de Buffy, Angel décide de lui apporter son aide pour la protéger et l'épaule en s'en prenant aux sbires du Maître qui est éliminé par Buffy.

#### Saison 2
Angel et Buffy se rapprochent de plus en plus et entament une liaison amoureuse. Pour l'anniversaire des 17 ans de Buffy, Angel et elle font l'amour, ce qui a pour conséquence de lui ôter son âme car il connait le bonheur parfait (la malédiction des Bohémiens était en effet que si Angel connaissait le bonheur parfait, il perdait son âme, synonyme d'humanité). Angel redevient Angelus et commet divers méfaits, tuant notamment Jenny Calendar qui tentait de lui rendre son âme, et essaie de détruire le monde en réveillant le démon Acathla. Willow lui rend son âme, mais trop tard : le mal est fait et Buffy doit le tuer pour sauver le monde d'Acathla. Angel passe alors de très nombreuses années dans une dimension démoniaque (bien qu'il ne s'écoule que quelques semaines sur Terre, le temps terrestre n'étant pas celui des dimensions infernales).

#### Saison 3
Libéré inexplicablement des enfers, Angel est de retour à Sunnydale et retrouve Buffy. Il parvient à regagner la confiance du Scooby-gang mais tente de mettre des distances avec Buffy, se disant seulement son ami. Ils reprennent néanmoins leur relation mais Angel est conscient des limitations que leur impose la menace de perdre son âme à nouveau. C'est lors d'un face à face avec le maire de Sunnydale qu'Angel se rend compte qu'il ne se passera rien de bon pour Buffy tant qu'il restera près d'elle. Il décide donc de l'aider une dernière fois à sauver le monde puis la quitte. 
Il refait par la suite quelques apparitions dans la série (L'Esprit vengeur et Facteur Yoko pendant la saison 4 ; Pour toujours pendant la saison 5 ; et La Fin des temps, partie 1 et partie 2 à la fin de la saison 7).

### Dans la sérieAngel

#### Saison 1
Angel est de retour à Los Angeles. Il décide d'aider les gens qui en ont besoin, mais il reste coupé du monde. Il fait alors la connaissance de Doyle, qui dit être envoyé par les puissances supérieures. Avec lui et Cordelia Chase, il ouvre une agence de détective privé spécialisée dans le paranormal. Doyle meurt pendant une mission, transmettant son don de clairvoyance à Cordelia en l'embrassant, et Wesley rejoint l'équipe, ainsi que, plus tard encore, Gunn. Son plus grand ennemi apparait alors : Wolfram & Hart, un cabinet d'avocats, alors qu'Angel apprend que, selon le parchemin de La Prophétie d’Aberjian, il pourrait redevenir humain s'il sauve suffisamment de personnes.

#### Saison 2
Wolfram & Hart font revenir Darla sous forme humaine. Celle-ci souffre de la syphilis et Angel demande aux puissances supérieures de lui laisser la vie sauve. Darla vit déjà sa seconde chance. Les puissances ne peuvent donc rien pour elle. Wolfram & Hart appellent Drusilla, qui transforme à nouveau Darla en vampire. C'est un coup dur pour Angel qui ne sait plus où il en est. Il passe par une phase difficile, virant son équipe et se laissant aller à son côté sombre, qui prend fin quand il couche une dernière fois avec Darla. Reprenant alors ses esprits, il lui laisse la vie sauve et reprend son travail, se réconciliant avec ses amis. Plus tard, Angel et son équipe voyagent dans la dimension de Pylea, de laquelle il sauve Fred, qui rejoint alors le groupe.

#### Saison 3
Environ 8 mois plus tard, Darla revient à Los Angeles avec une grande nouvelle : elle est enceinte. Cette nouvelle remonte le moral d'Angel mais Holtz est de retour et il fait tout pour se venger d'Angel et Darla. Se rendant compte qu'elle redeviendra mauvaise peu après qu'elle aura accouché, Darla se donne la mort pour que son enfant vive. Angel élève alors son fils, prénommé Connor, et Lorne rejoint définitivement son équipe à cette période. Un mois après la naissance de l'enfant, Holtz réussit à l'enlever, à cause de la trahison de Wesley, et disparaît avec lui dans une dimension parallèle où le temps passe beaucoup plus vite. Angel passe alors les pires semaines de sa vie, jusqu'au moment où Holtz et Connor réapparaissent, Holtz ayant élevé Connor comme son fils et ce dernier étant désormais adolescent. Holtz se suicide, blâmant Angel pour sa mort, et Connor se venge en l'enfermant dans un caisson qu'il jette dans les profondeurs de l'océan. Il commence alors à avoir des sentiments pour Cordy.

#### Saison 4
Trois mois plus tard, Angel est secouru par Wesley et, de retour à Los Angeles, apprend que l'apocalypse est imminente. La bête de l'apocalypse se révèle plus puissante que tous les membres d'Angel Investigations réunis. À la fin du combat, Angel voit malgré lui que son propre fils couche avec Cordelia, la seule femme qu'il ait aimée en dehors de Buffy. La bête de l'apocalypse fait disparaitre le soleil, et le seul moyen de l'arrêter est connu d'Angelus. Les membres d'Angel Investigations enlèvent donc son âme à Angel, qui redevient Angelus. Angelus finit par tuer la bête de l'apocalypse, ramenant ainsi le soleil, et Willow, avec l'aide de Faith, redonne son âme à Angel. Angel apprend trop tard que l'enfant que Cordelia attend est une plus grande menace que la bête de l'apocalypse. Cordelia accouche devant Angel, avant de tomber dans le coma, et c'est ainsi que nait Jasmine. Connor finit par tuer Jasmine avant qu'elle n'étende son pouvoir sur tout le monde, mais il en sort psychologiquement affaibli. Angel décide d'accepter la proposition que lui fait Wolfram et Hart, et de devenir le directeur de son agence de Los Angeles, en échange de quoi la mémoire de Connor est effacée afin qu'il vive une vie heureuse auprès d'une famille adoptive.

#### Saison 5
Angel et son équipe prennent donc les rênes de l'agence de Wolfram & Hart en espérant changer les choses de l'intérieur. Le retour de Spike, qui a lui aussi une âme désormais, lui fait douter qu'il est bien le vampire dont parle la Prophétie Shanshu mais Cordelia sort brièvement de son coma, avant de mourir, afin de lui faire reprendre confiance en lui et cette dernière lui transmet son don de voyance en l'embrassant. Néanmoins, la mort de Fred est un nouveau coup dur et Angel décide de ne plus laisser l'agence les transformer. Il décide donc de faire croire à tous qu'il a été corrompu afin de pouvoir intégrer le Cercle de l'Aiguille Noire et de tuer tous ses membres avec l'aide de son équipe. Il doit pour cela renoncer à son rôle de champion de la Prophétie Shanshu mais réussit son entreprise. Pour le punir, les associés principaux de Wolfram & Hart envoient une horde de démons sur la ville de Los Angeles. La série se termine en faisant comprendre au spectateur l'échec logique de la bataille finale ainsi que ce qui importe le plus : continuer la lutte jusqu'au bout sans accepter de compromis même si cela se termine par la mort, parce que c'est cela qui différencie les gens communs des héros.

### Dans les comics
Néanmoins, de la même manière que pour Buffy contre les vampires, une suite de cette série est disponible en comic, sous le nom de Angel: After the Fall. La ville de Los Angeles a sombré en Enfer. On retrouve Angel sur le dos d'un dragon, devenu un allié. Il sauve des humains de démons, en tuant notamment le fils d'un lord. Il est aidé de Wesley, dernier intermédiaire avec les associés principaux et dernier représentant de la branche de Los Angeles de Wolfram & Hart. Ce dernier semble être le seul de l'équipe à aider encore Angel. On découvre par la suite qu'il n'est plus un vampire, mais ce n'est pas grâce à la prophétie Shanshu à laquelle il a renoncé. Angel soupçonne Wolfram & Hart de l'avoir rendu vulnérable alors que la ville est en Enfer. Pour contrer le plan des associés principaux, il décide d'affronter les meilleurs champions des Lords, tous en même temps, pour reprendre possession de la ville. Angel finit par trouver un moyen de ramener Los Angeles dans notre dimension.
Par la suite, Angel apparaît dans Buffy contre les vampires, Saison huit où il se cache sous le pseudonyme de Twilight. Il poursuit des buts mystérieux durant tout l'arc narratif de la saison avant qu'il soit révélé qu'il a accompli toutes ses actions pour arriver au seul futur possible dans lequel Buffy survit. Angel et Buffy se retrouvent et peuvent laisser libre cours à leur amour dans une dimension magique, la dimension de Twilight. Celle-ci est habitée par une puissance supérieure qui possède Angel. Pour protéger une graine qui est la source de toute la magie et qui menace de remplacer la Terre par un monde différent, Angel, désormais possédé, affronte Buffy et Spike et tue Giles. Buffy détruit la graine et Angel redevient lui-même alors que toute la magie disparaît de la Terre.
Angel, en compagnie de Faith, essaie ensuite de racheter les mauvaises actions commises alors qu'il était possédé dans une nouvelle série de comics, Angel and Faith. Il part pour Londres avec pour but de ressusciter Giles et finit par y arriver après avoir rassemblé tous les morceaux de son âme et tué le démon Eyghon, avec l'aide de Faith et Spike, mais l'Observateur occupe désormais le corps d'un enfant de douze ans. Angel doit par ailleurs faire face au retour de Drusilla, puis à la menace représentée par Whistler, son ancien mentor. Après avoir triomphé de Whistler et de ses alliés démoniaques, Angel décide de rester à Londres alors que Faith et Giles retournent aux États-Unis.

### Relations avec les personnages
- Avec Darla : C'est en 1753 que Darla rencontre Liam pour la première fois à Galway, en Irlande. Elle décide de l'engendrer afin que celui-ci devienne Angelus. Très amoureux de Darla, Angelus la suit pour servir le Maître, mais refuse les ordres d'Aurélius. Pendant un siècle, le couple de vampires sème la terreur dans toute l'Europe et massacre plus d'une centaine de personnes. Mais Daniel Holtz, un chasseur de vampires, les prend en chasse, car les deux vampires ont tué sa femme, son dernier né et engendré sa fille en 1764. Puis arrivent Drusilla et Spike au sein de la famille vampirique. Surnommés le Fléau de l'Europe, les quatre vampires commettent des ravages sur tout le continent, mais en 1868, Angelus tue une Gitane. Pour la venger, les Bohémiens de son clan lui donnent une âme. Lorsque Darla le découvre, elle entre dans une rage folle et, avec l'aide de Drusilla et Spike, tue tous les gitans. Angel convainc Darla de le garder à ses côtés, pendant que Drusilla et Spike sont en Chine et profitent de la révolte des Boxers pour poursuivre leurs envies assassines. Pour le tester, Darla demande à Angel de tuer un bébé, mais ce dernier ne put s'y résoudre et le sauve. Seule, Spike et Drusilla partis de leur côté, Darla décide de retourner auprès du Maître et le suit à Sunnydale. Elle tue un étudiant et engendre Jesse, mais est tuée par Angel. C'est dans l'épisode Le manuscrit et la saison 2 de la série Angel que Darla fait son retour. Ramenée à la vie grâce à un sortilège, redevenue humaine, elle trouve la vie difficile, car elle apprend qu'elle va bientôt mourir de la syphilis. Elle est engagée par Wolfram & Hart pour faire perdre son âme à Angel. Soignée et recueillie par Lindsey McDonald, qui en tombe amoureux, elle tente, désespérée, de redevenir un vampire. Angel passe une série d'épreuves pour la sauver, en vain (L Épreuve). C'est là que Darla se rend compte qu'Angel tient vraiment à elle pour la première fois. Ce dernier lui promet de rester à ses côtés jusqu'à ce que la syphilis l'emporte, jusqu'à ce que Drusilla, engagée par Wolfram & Hart, refasse son apparition et tue Darla sous les yeux d'Angel, impuissant. Après un combat entre elles deux, Darla manifeste sa joie de revoir à nouveau Drusilla, et toutes deux sèment alors la terreur à Los Angeles (épisode Retrouvailles). Angel doit donc combattre les femmes qui, à l'exception de Buffy, ont le plus compté dans sa vie mais ne parvient pas à les tuer malgré les avoir brûlées vives (épisode Déclaration de guerre). Elle retrouve plus tard Angel, désemparé, et tous deux font l'amour mais, quand elle constate qu'Angel n'a pas perdu son âme, elle quitte la ville (épisodes Le Grand Bilan et Retour à l'ordre). Dans la saison 3, c'est-à-dire quelques mois plus tard, elle revient, enceinte (une grossesse apparemment impossible), et annonce à Angel qu'il est le père de son enfant (épisode La Prophétie). Darla réalise également qu'elle partage l'âme de son enfant à naître et qu'elle peut donc à nouveau éprouver des sentiments (maternels). Après avoir réalisé que son corps de vampire tuait l'enfant humain qu'elle porte et s'être assurée qu'Angel prendrait soin de lui, elle se sacrifie pour lui donner naissance en se plantant elle-même un pieu dans le cœur (épisode Le Fils d'Angel). Elle réapparait dans la saison 4, lors de l'épisode L'Horreur sans nom, en tant qu'apparition envoyée par les puissances supérieures pour transmettre un message à son fils Connor, et dans un flashback dans la saison 5, lors de l'épisode La Fille en question.

- Avec Buffy : En 1996, lorsque Whistler lui fait rencontrer pour la première fois la future tueuse à Los Angeles, Angel tombe immédiatement amoureux d'elle. Il décide de se reprendre afin de pouvoir lui apporter son aide. Durant la première saison de Buffy contre les vampires, Angel suit Buffy jusqu'à Sunnydale et lui prête main-forte tout en restant à distance. Au fur et à mesure, le vampire et la Tueuse se rapprochent mais Buffy apprend ce qu'Angel est vraiment. Cependant, Angel tue Darla devant elle afin de lui prouver qu'il est bien de son côté. Lorsqu'une prophétie annonce la mort de Buffy, Angel se bat à ses côtés en s'en prenant aux sbires du Maître, que Buffy réussit à éliminer. C'est lors de la deuxième saison qu'Angel et Buffy se rapprochent davantage et commencent officiellement une relation amoureuse. Le jour des 17 ans de Buffy, Angel et elle font l'amour pour la première fois ; Angel perd son âme car il connaît le bonheur parfait et redevient le cruel vampire qu'il était autrefois. Redevenu Angelus, il tue Jenny Calendar et tente de détruire le monde en réveillant le démon Acathla. Bien que Willow réussisse à lui rendre son âme, Buffy est obligée de le tuer pour sauver le monde et Angel reste enfermé 100 ans dans une dimension démoniaque. Angel fait son retour lors de la troisième saison, libéré inexplicablement de cette dimension. Il retrouve Buffy mais préfère se tenir à distance, se disant être seulement son ami. Ils reprennent finalement leur relation mais, cette fois, Angel se fixe des limites afin d'éviter de perdre à nouveau son âme. Lors du dernier face à face avec le maire de Sunnydale, Angel se bat une dernière fois à ses côtés et réalise qu'il ne se passera rien de bon pour Buffy s'il reste près d'elle. Il part finalement pour Los Angeles mais refait quelques apparitions dans la série.

- Avec Joyce : Angel fait la connaissance de la mère de Buffy lorsque cette dernière l'invite chez elle, et Joyce prend le vampire pour un étudiant en faculté.  Plus tard, elle finit par découvrir la vraie nature de celui-ci. N'appréciant pas beaucoup Angel et le fait qu'il fréquente sa fille, Joyce va tout faire pour éloigner Buffy de ce dernier, mais sans succès. Un soir, alors que Spike squatte chez elle,  sentant Joyce en danger, Angel la supplie de le laisser entrer, mais elle refuse. Elle se fait attaquer par Spike, mais Buffy l'invite à entrer, lui permettant de sauver Joyce. Cette dernière se rend compte qu'elle s'est trompée sur toute la ligne à son sujet. Lors de la saison 3, quelque temps après son retour de la dimension dans laquelle il était enfermé, Joyce rend visite à Angel dans sa cachette et discute avec lui de sa fille et son avenir. Elle va l'encourager à rompre avec Buffy, et Angel comprend qu'elle a raison, sachant lui-même que son futur avec Buffy lui est impossible.

- Avec Faith : Angel et Faith sont beaucoup plus liés qu'on ne le croyait. Dans l'épisode Cinq sur cinq, Faith débarque à Los Angeles et est engagée par Wolfram & Hart pour éliminer Angel. Cette dernière s'en prend à Cordelia et Wesley, capture et torture son ancien guide. Angel vient au secours de Wesley, affronte Faith mais comprenant que celle-ci veut mourir, refuse d'accéder à sa demande et la prend dans ses bras. Angel est la première personne qui comprend la souffrance qu'endure Faith, l'aide à expier ses pêchés en lui faisant prendre conscience des conséquences de ses actes et la conduit sur le chemin de la rédemption. C'est lors de la saison 4 de la série Angel que Faith lui renvoie l'ascenseur en étant déterminée à vaincre Angelus sans tuer Angel au passage. Tous deux drogués, Angel et Faith en meurent presque mais se sauvent mutuellement lors d'un voyage psychique dans le passé d'Angel.

- Avec Willow : Willow, experte en magie, réussit par deux fois à rendre son âme à Angel lorsque celui-ci redevient Angelus. Elle considère Angel comme un allié précieux et apprécie beaucoup le vampire.

- Avec Alex : Alex n'apprécie pas beaucoup Angel lorsqu'il le rencontre pour la première fois et se montre très jaloux à son égard lorsque ce dernier sort avec Buffy. Mais au fur et à mesure de la série, Alex finira par changer d'avis à son sujet.

- Avec Doyle : Angel fait la connaissance de Doyle juste après son arrivée à Los Angeles et découvre que ce dernier est un humain à moitié démon possédant le don de voyance. Ils vont, avec Cordelia, créer l'agence Angel Investigations afin d'aider les gens désespérés et pouvoir gagner de l'argent. Grâce au don de voyance de Doyle, Angel sait où aller afin de combattre le mal et commencer sa rédemption en faisant le bien. Un lien fraternel se créé entre Angel et Doyle jusqu'à l'épisode 9 de la première saison où Doyle sacrifie sa vie pour sauver des démons.

- Avec Cordelia : Cordelia retrouve Angel à Los Angeles lorsque cette dernière y a déménagé afin d'échapper à sa récente pauvreté et dans l'espoir de devenir un jour actrice. Ils vont, avec Doyle, créer l'agence Angel Investigations afin de pouvoir aider les gens désespérés et gagner de l'argent. Lors de l'épisode 9 de la première saison, Doyle transmet son don de voyance à Cordelia en l'embrassant avant de sacrifier sa vie pour sauver des démons : Cordelia devient donc pour Angel son nouveau lien avec les Puissances Supérieures. Angel et Cordelia deviennent très proches et un fort lien d'amitié se créé entre eux jusqu'au jour où Angel vire son équipe (Cordelia, Wesley Wyndam-Pryce et Charles Gunn), progressivement obsédé par l'idée d'abattre la firme maléfique Wolfram & Hart. C'est dans l'épisode Retour à l'ordre qu'Angel et Cordelia finiront par se réconcilier. Au fur et à mesure de la série, Cordelia est devenue une femme tellement remarquable qu'Angel finit par en tomber amoureux dans l'épisode Les Coulisses de l'éternité mais l'arrivée du Groosalugg rend Angel jaloux de lui et sa relation avec elle. Vers la fin de la troisième saison, Groosalugg commence à se rendre compte que Cordelia est aussi amoureuse d'Angel et la quitte. Cordelia est sur le point de rejoindre Angel afin de lui avouer ses sentiments mais elle en est empêchée par Skip, un démon, qui l'informe qu'elle doit devenir un être supérieur et elle quitte la Terre pour une nouvelle dimension. Cordelia revient sur Terre lors de la quatrième saison dans un état d'amnésie mais retrouve la mémoire grâce à un sortilège. C'est dans l'épisode Le Déluge de feu que Cordelia avouera ses sentiments à Angel mais elle séduit son fils Connor et couche avec lui. Elle plonge dans le coma après avoir mis Jasmine au monde (sa progéniture qui l'a possédée lorsqu'elle est devenue un être supérieur) et Connor la tue à la fin de la quatrième saison. Elle refait une apparition lors de la dernière saison dans l'épisode Le retour de Cordelia où, réveillée brutalement de son coma, elle s'aperçoit qu'Angel et les autres ont repris les rênes de Wolfram & Hart et reproche à Angel d'avoir pactisé avec la firme. Cordelia lui rappelle le vrai sens de la mission et l'aide à se débarrasser de Lindsey McDonald qui avait ourdi un plan pour se débarrasser d'Angel. Cordelia embrasse passionnément Angel à la fin de l'épisode et lui transmet son don de voyance juste avant que ce dernier reçoive un appel l'informant du décès de Cordelia. Cependant, Cordelia a permis à Angel d'obtenir la connaissance nécessaire pour anéantir le Cercle de l'Aiguille Noire.

- Avec Kate Lockley : Angel fait la rencontre de Kate Lockley dans l'épisode Angel fait équipe à l'intérieur d'un bar de célibataires où celle-ci s'y rend plus souvent. Le vampire enquête sur un démon parasite qui tue des gens en passant d'un corps à l'autre après chaque rapport physique. Un soir, en y découvrant une jeune femme morte et voyant que le démon parasite s'est trouvé un nouvel hôte, Angel affronte le démon mais il prend la fuite et Kate y fait son entrée, revolver et plaque de police en main. Croyant Angel coupable, celui-ci s'échappe à son tour. Afin de lui prouver qu'il n'est pas l'assassin, Angel retrouve Kate au bar et cette dernière se fait agresser par le barman dont le démon s'est abrité à l'intérieur. Angel et Kate rattrapent finalement le démon, le vampire l'élimine et finissent par se réconcilier en repartant sur de nouvelles bases. Kate devient ensuite l'informatrice d'Angel. C'est dans l'épisode Rêves prémonitoires que Kate finit par découvrir la vraie nature d'Angel tout en éliminant Penn, un vampire engendré par ce dernier. Dans l'épisode 1753, Trevor Lockley, le père de Kate récemment retraité, se fait tuer par des vampires avec qui il s'était associé dans une affaire compromettante et Kate croit qu'Angel est responsable de sa mort mais il n'a pas pu le sauver car son père a refusé de l'inviter à entrer. Depuis ce jour, la relation entre Angel et Kate devient houleuse. Dans l'épisode Le grand bilan, Kate finit par être renvoyée de la police, appelle Angel en lui reprochant d'avoir ruiné sa vie et fait une tentative de suicide. Mais dans l'épisode suivant, Angel la sauve, réussissant à entrer chez elle sans avoir été invité. Kate pardonne finalement à Angel et réalise qu'il n'est pas responsable de la mort de son père.

- Avec Wesley : Wesley, ayant été renvoyé du Conseil des observateurs en raison du refus de Buffy d'obéir aux ordres, est devenu un «chasseur de démons féroce» comme il se surnomme. C'est dans l'épisode Cadeaux d'adieu que Wesley croise la route d'Angel alors qu'il pourchassait Barney, un démon possédant le don de lire les émotions des personnes. Lorsque Cordelia fut enlevée par ce dernier ayant remarqué son don de voyance afin de la vendre aux enchères, Angel et Wesley arrivent à temps pour la sauver et c'est Cordelia qui tue Barney. Wesley intègre finalement l'équipe d'Angel Investigations et remercie Angel de lui avoir offert cette opportunité. Wesley fait preuve de reconnaissance et de loyauté envers son employeur et lui fait davantage confiance que par le passé jusqu'au jour où Angel le vire avec son équipe (Wesley, Cordelia et  Charles Gunn), progressivement obsédé par l'idée d'abattre la firme maléfique Wolfram & Hart. Dans l'épisode Retour à l'ordre, ayant remarqué que ses amis ont ouvert une agence à leur compte, Angel leur propose son aide et se réconcilie avec eux. Plus tard, Angel va devenir papa d'un fils prénommé Connor et Wesley va commettre l'irréparable : en effet, alors qu'il travaille sur une prophétie, il en traduit qu'Angel va tuer Connor («le père tuera le fils») mais elle était fausse car en réalité, la prophétie annonce que Connor tuera le démon Sahjhan. Se laissant manipuler et croyant bien faire, Wesley décide d'enlever Connor et le livre à Daniel Holtz qui l'emmène avec lui à Quor-Toth, une dimension démoniaque. Angel, furieux contre Wesley et refusant de lui pardonner, tente de le tuer avec un oreiller alors qu'il lui rendait visite à l'hôpital (Wesley s'est fait trancher la gorge par Justine après avoir enlevé Connor). Cependant, Connor fait son retour à la fin de l'épisode Le prix à payer, devenu un adolescent en s'échappant de la dimension démoniaque Quor-Toth et surnommé «le Destructeur». Plus tard, Daniel Holtz, revenu lui aussi de la même dimension que Connor, se suicide avec l'aide de Justine qui le tue avec un pic à glace afin de faire croire à Connor qu'Angel l'a tué et ce dernier, pour venger la mort de son père adoptif, envoie Angel au fond de l'océan dans une caisse. Wesley le sauvera trois mois plus tard dans l'épisode Dans les abysses et réintègrera l'équipe. Lors de la saison 5, après qu'Angel et les autres ont repris les rênes de Wolfram & Hart, Wesley dirige le département Magie de l'entreprise. Mais la mort de Fred survenue à la fin de l'épisode Un trou dans le monde, alors qu'ils commençaient officiellement une relation amoureuse, Illyria s'étant appropriée son corps lorsqu'elle a aspiré son essence, va le sombrer dans l'alcoolisme et Wesley blesse gravement Gunn, ayant joué un rôle involontaire dans la mort de Fred. Wesley, dans le dernier épisode, aura pour mission de tuer le sorcier Cyvus Vail, un des membres du Cercle de l'Aiguille Noire, mais sera tué par ce dernier.

- Avec Charles Gunn : Angel fait la rencontre de Charles Gunn dans l'épisode Frères de sang où il découvre que le jeune homme dirige un gang combattant des vampires et est impressionné par les capacités de combattant de ce dernier. Après avoir tué sa jeune sœur Alonna transformée en vampire, il quitte son gang pour rejoindre Angel Investigations. Dans l'épisode Le sens de la mission, Gunn découvre et se rend compte que son ancien gang qu'il dirigeait tue des démons par plaisir et enlève les preuves de leurs meurtres commis au nez et à la barbe de ses nouveaux camarades. Réalisant que son gang s'éloigne de la mission et qu'Angel y est toujours fidèle, Charles Gunn choisit finalement de rester aux côtés d'Angel. La relation entre Angel et Gunn devient parfois houleuse dans la plupart des épisodes de la série et c'est finalement dans l'épisode Le casino gagne toujours qu'Angel et Gunn vont devenir de bons amis. Lors de la saison 5, Angel et ses camarades reprennent les rênes de Wolfram & Hart où Charles Gunn sera complètement transformé. En effet, l'intervention scientifique qu'il subit dans l'épisode Conviction lui permet d'acquérir toutes les connaissances du droit et de parler toutes les langues de démon. Cependant, ses dons se détériorent et sans le vouloir, Charles Gunn signe un papier lui permettant de les récupérer à condition qu'une antiquité soit livrée sur le territoire américain. Cette antiquité n'est autre que le sarcophage d'Illyria qui va s'emparer du corps de Fred lorsque cette dernière aspire son essence. Wesley, considérant Gunn comme responsable de la mort de Fred, le poignarde à l'abdomen mais pas mortellement. Se sentant toujours coupable, Gunn accepte néanmoins d'être enfermé dans une dimension démoniaque à la place de Lindsey McDonald, écopant de la sentence infligée à celui-ci par les Associés Principaux : se faire arracher le cœur à plusieurs reprises (Sous la surface). Illyria le délivre dans l'épisode Bombe à retardement. Dans le dernier épisode, Gunn est chargé d'éliminer la sénatrice Helen Brucker, une membre du Cercle de l'Aiguille Noire protégée par des vampires. Ayant réussi sa mission mais gravement blessé, il rejoint Angel, Spike et Illyria afin de combattre à leurs côtés les démons envoyés contre eux par les Associés Principaux de Wolfram & Hart.

- Avec Fred : Angel rencontre la jeune femme dans la dimension de Lorne, Pyléa, alors qu'il est venu sauver Cordelia, aspirée par un portail dans cette même dimension. Il la sauve et la convainc de rentrer sur Terre avec lui et ses amis. Lors de la saison 3, Angel et les autres vont tout faire pour que Fred redevienne la jeune fille libre comme l'air qu'elle était autrefois. À force de persévérance, elle retrouve le courage de vivre normalement, sa sociabilité et la présence de ses nouveaux compagnons l'aide à redevenir elle-même. Elle intègre Angel Investigations et en devient un membre important, son intelligence et sa vivacité d'esprit font d'elle, avec Wesley, un des deux cerveaux de l'équipe. Dans cette même saison, Fred a un petit béguin pour le vampire mais le surprend en train d'embrasser Lilah Morgan dans l'épisode Dans la peau d'Angel (sauf qu'il s'agit du retraité Marcus Roscoe qui s'est emparé du corps d'Angel grâce à un sortilège). Angel et Fred ont toujours eu un bon rapport amical tout au long de la série. Lors de la saison 5, Angel et les autres reprennent les rênes de Wolfram & Hart et Fred dirige le département des Sciences de la firme. Dans l'épisode Un trou dans le monde, Fred meurt, ne devenant plus qu'une coquille vide après avoir aspiré l'essence du démon Illyria qui s'est approprié son corps.

- Avec Groosalugg : Venu à Pyléa, la dimension d'origine de Lorne afin de sauver Cordelia aspirée par un portail dans cette dimension, Angel va rencontrer le champion de cette dimension, Groosalugg, un humain mi-démon en lui lançant un défi, c'est-à-dire l'affronter en combat singulier. Cependant, leur combat est interrompu par Cordelia, devenue la reine de cette dimension, qui a éliminé Silas et disant qu'elle aime Groosalugg. Dans l'épisode Les Coulisses de l'éternité, Groosalugg débarque à l'improviste sur Terre à l'hôtel Hyperion afin de retrouver Cordelia, chassé de Pyléa par une révolution. Lors d'une mission consistant à retrouver un monstre, Angel et Groosalugg font équipe et arrivent à faire preuve d'un bon esprit d'équipe en l'affrontant. Plus tard, Groosalugg va être transformé par Cordelia... en clone d'Angel, ce que ce dernier n'apprécie guère. Angel accompagne Groosalugg dans une maison close acheter une potion pour Cordelia afin qu'elle puisse coucher avec lui et sauveront Fred et Charles Gunn prisonniers par un démon. Angel offre ensuite de l'argent à Cordelia et Groo afin qu'ils partent ensemble en vacances.  À leur retour, ils apprennent ce qui s'est passé pendant leur absence et Cordelia passe plus de temps à réconforter Angel. Groo, réalisant que Cordelia est amoureuse d'Angel, décide de la quitter et part.

- Avec Spike : Les deux vampires ont toujours eu des relations difficiles. Angel a été le mentor vampirique de Spike mais ils ont des caractères totalement opposés et ne manquent jamais l'occasion de se moquer l'un de l'autre, voire de se battre. Une grande partie de leur antagonisme vient de leur rivalité pour le cœur de Buffy mais surtout du fait qu'Angel a continué d'avoir des relations sexuelles avec Drusilla alors même que Spike et elle formaient déjà un couple (comme Spike l'affirme à Angel dans l'épisode Destin). Selon Doug Petrie, « Spike représente la classe ouvrière tandis qu'Angel représente l'élite, l'aristocratie »[2]. Néanmoins, leurs relations commencent à s'apaiser dans la seconde moitié de la dernière saison d'Angel, à la suite de l'agonie puis de la mort de Fred, Joss Whedon disant d'ailleurs à ce sujet que l'un de ses plus grands regrets est de n'avoir pas pu développer leur relation en raison de l'arrêt de la série[3].

- Avec Lorne : Angel et Lorne se rencontrent pour la première fois dans l'épisode Le jugement (premier épisode de la seconde saison). Lorne est propriétaire du bar-karaoké qu'il a ouvert dès son arrivée sur Terre du nom de «Caritas» (mot latin signifiant «La Pitié») où toute forme de violence est interdite (il a passé un contrat avec les Furies pour qu'elles jettent un sort empêchant toute forme de violence en ce lieu). Lorne est un démon anagogique, c'est-à-dire qu'il est capable de lire les sentiments, les pensées et le futur des gens à condition que ces derniers chantent. Il possède également une excellente audition et peut entendre des sons inaudibles pour l'oreille humaine. Il a aussi le pouvoir de générer des sons ultra-aigus très douloureux, capables de briser du verre. Comme tous les membres de son clan, il peut survivre à une décapitation, du moment que son corps n’est pas mutilé selon un rituel particulier. Lorne se contente d'abord de fournir à Angel quelques conseils et encouragements mais au fur et à mesure que le temps passe, il s'implique de plus en plus dans les affaires d'Angel Investigations, jusqu'à essayer de faire revenir Angel au sein de son équipe après la résurrection de Darla. Lors de la saison 3, après la destruction de son club par Daniel Holtz qui poursuivait Angel et Darla, Lorne s'installe à l'hôtel Hyperion où il veille très souvent sur Connor, le fils d'Angel, lorsque ce dernier s'absente. Vers la fin de la troisième saison, il quitte l'équipe afin de commencer une carrière de showman à Las Vegas, mais il est fait prisonnier par Lee de Marco, son nouveau patron propriétaire du casino «Tropicana», qui l'oblige à utiliser ses pouvoirs empathiques pour voler aux membres du public leur avenir prometteur (épisode Le casino gagne toujours). Il sera sauvé par Angel, Fred et Charles Gunn. Il aidera ensuite Cordelia à retrouver la mémoire et prendra ensuite part au combat contre la Bête puis contre Jasmine. Angel et Lorne ont toujours eu une excellente relation amicale. Dans la saison 5, Lorne dirige le département Spectacles et Divertissements de Wolfram & Hart qu'il dirige avec beaucoup d'aisance, ce qui lui permet de nouer de nombreux contacts dans l'industrie du cinéma et de la chanson. Cependant, la mort de Fred survenue dans l'épisode Un trou dans le monde a complètement fait disparaître sa gentillesse et il ressent une peine énorme. Ce sentiment le mène vraisemblablement à quitter définitivement Los Angeles une fois que le Cercle de l'Aiguille Noire soit détruit. Lorne est chargé de tuer Lindsey McDonald et une fois sa mission accomplie, quitte définitivement la ville.

- Avec Illyria : Illyria fait son apparition à la fin de l'épisode Un trou dans le monde après s'être appropriée le corps de Fred lorsque celle-ci a aspiré son essence en voulant jeter un œil sur le sarcophage. Voulant tout d'abord exterminer la race humaine avec son armée et régner sur le monde, elle s'aperçoit d'elle-même que son monde et son armée n'existent plus depuis des millions d'années. Illyria demande alors l'aide de Wesley à comprendre le monde des humains dans lequel elle doit désormais vivre et ce dernier accepte de devenir son guide. Angel ne voyant pas d'un bon œil le retour d'Illyria dans ce monde, émit le souhait de l'éliminer mais finit par changer d'avis : Illyria est définitivement adoptée par l'équipe après avoir sauvé Charles Gunn d'une autre dimension. Dans le dernier épisode de la série, Angel confie à Illyria la mission d'éliminer Izzerial et ses hommes. Les tuant facilement et inquiète pour Wesley, elle vole à son secours mais arrive trop tard pour le sauver. Elle lui ment en prenant pour la dernière fois l'apparence de Fred afin d'apaiser ses derniers instants et tue Cercle de l'Aiguille Noire|Cyvus Vail.  Elle rejoint ensuite Angel, Spike et Gunn leur annonçant elle-même la mort de Wesley et afin de combattre à leurs côtés les démons envoyés contre eux par les Associés Principaux de Wolfram & Hart.